# Hitta Nemo

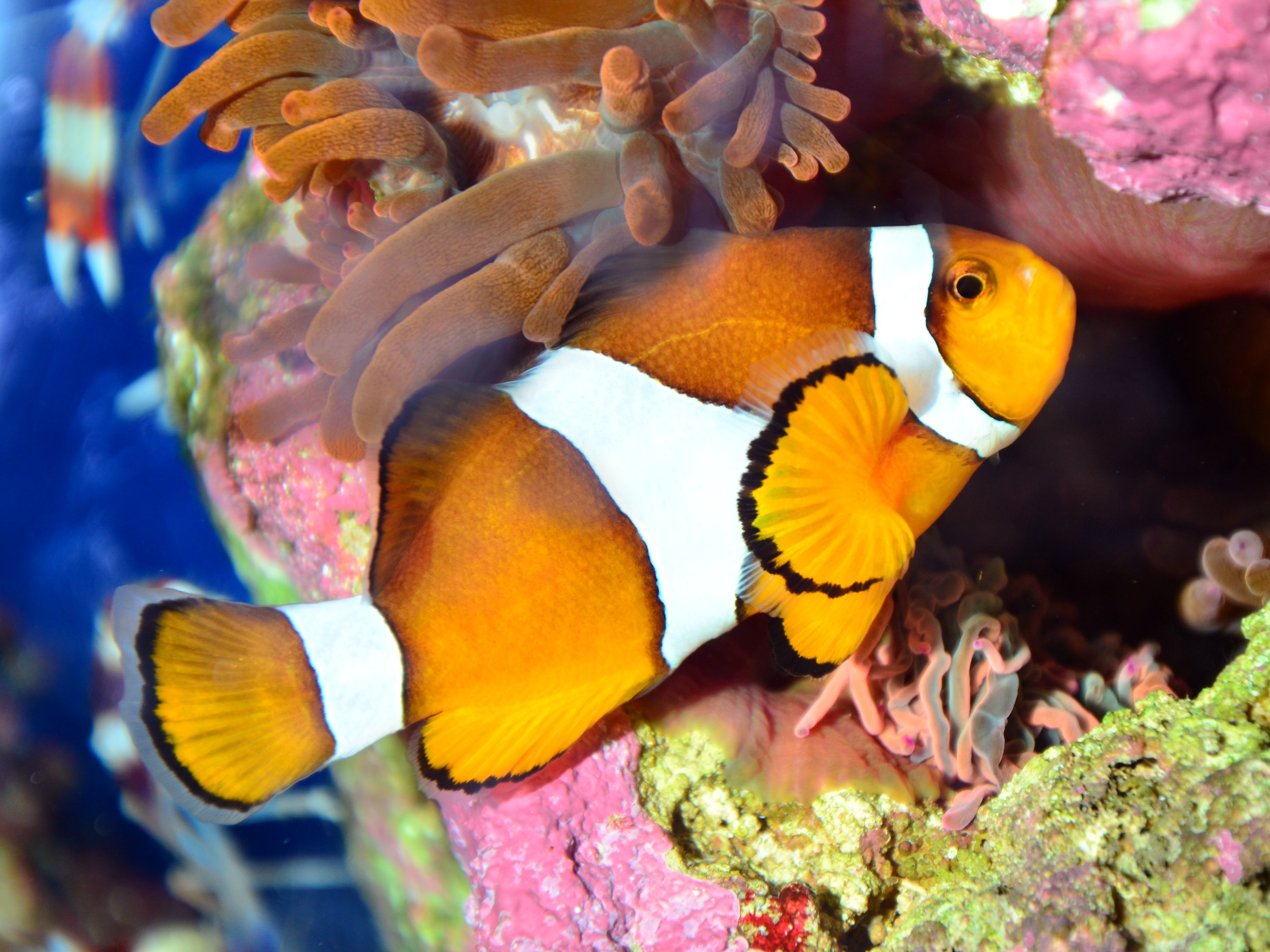
Vanlig clownfisk, samma art som Marvin och Nemo

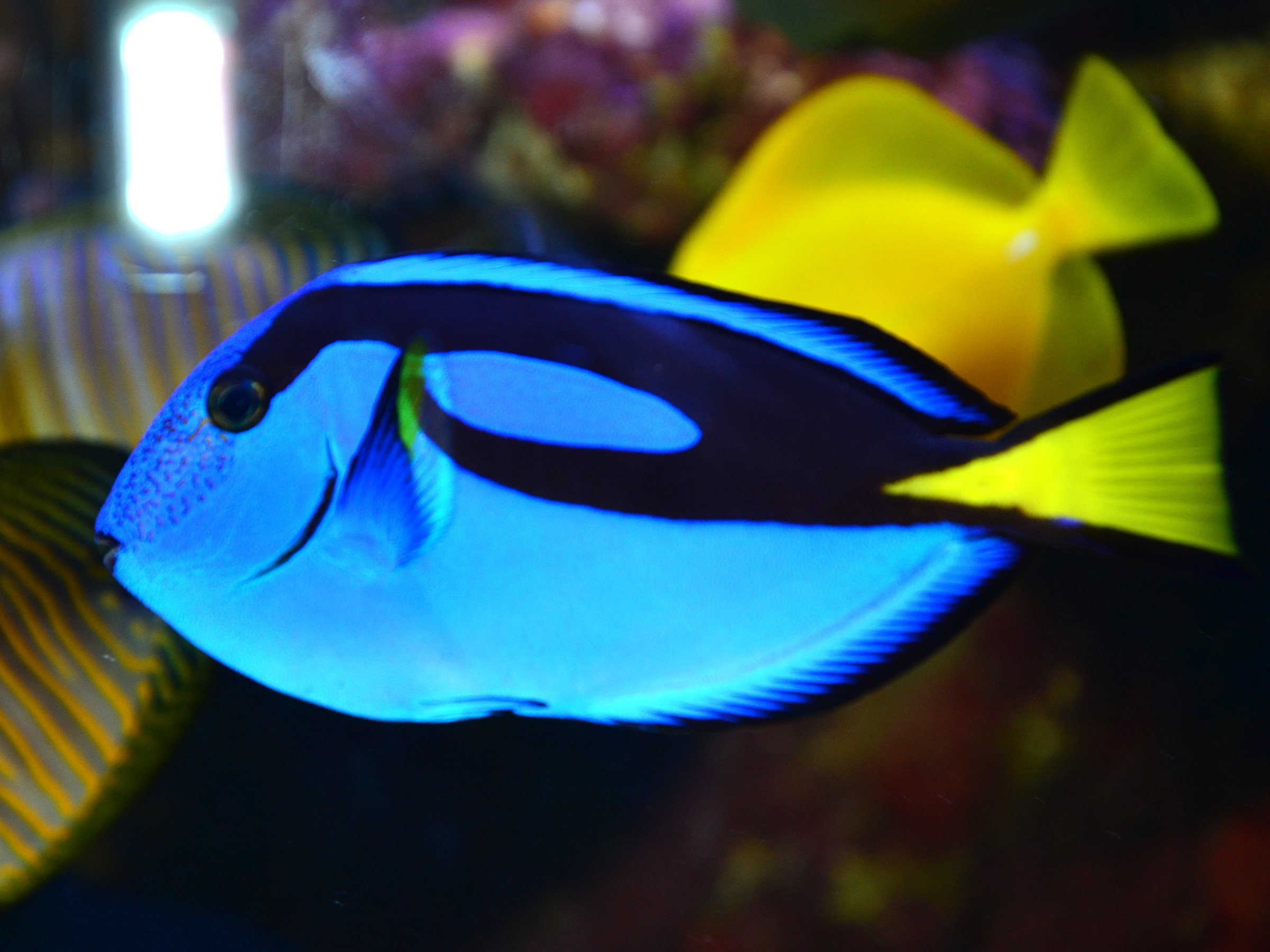
Palettkirurg, samma art som Doris

Hitta Nemo (engelska: Finding Nemo) är en amerikansk animerad äventyrsbarnfilm från 2003. Den regisserades av Andrew Stanton och Lee Unkrich och animerades på Pixar. Bland de engelska originalrösterna finns Albert Brooks, Ellen DeGeneres, Alexander Gould och Willem Dafoe. Hitta Nemo belönades med en Oscar för bästa animerade långfilm.
Filmen hade nypremiär 2012, då konverterad till 3D. En uppföljare, Hitta Doris, hade premiär 2016.

## Handling
Clownfisken Marvin är ensamförälder till lilla Nemo. Men Nemo fångas en dag av en sportdykare och han hamnar i ett akvarium på en tandläkarmottagning i Sydney i Australien. Marvin ger sig iväg genom Stilla havet för att rädda sin son. På vägen möter han hungriga hajar, surfande sköldpaddor, livsfarliga brännmaneter och den väldigt glömska fisken Doris.

## Rollfigurer och röster
| Rollfigur          | Rollfigur          | Engelska röster   | Svenska röster                                                                   | Beskrivning                                                                            |
| Engelskt namn      | Svenskt namn       | Engelska röster   | Svenska röster                                                                   | Beskrivning                                                                            |
| ------------------ | ------------------ | ----------------- | -------------------------------------------------------------------------------- | -------------------------------------------------------------------------------------- |
| Marlin             | Marvin             | Albert Brooks     | Leif Andrée                                                                      | En clownfisk som är Nemos överbeskyddande pappa och filmens protagonist.               |
| Dory               | Doris              | Ellen DeGeneres   | Ulla Skoog                                                                       | En palettkirurg som lider av närminnesförlust.                                         |
| Nemo               | Nemo               | Alexander Gould   | Daniel Andersson                                                                 | En ung clownfisk som är Marvins son och filmens titelfigur.                            |
| Gill               | Gill               | Willem Dafoe      | Mikael Persbrandt                                                                | En zanclus cornutus som är ledaren för akvariefiskarna.                                |
| Bloat              | Blås               | Brad Garrett      | Ingemar Wallén                                                                   | En piggsvinsfisk som är en av akvariefiskarna.                                         |
| Peach              | Stella             | Allison Janney    | Maria Möller                                                                     | En pisaster ochraceus som är akvariefiskarnas observatör.                              |
| Gurgle             | Gurgel             | Austin Pendleton  | Mats Jernudd                                                                     | En feabborre som är en av akvariefiskarna. Han har mysofobi.                           |
| Bubbles            | Bubbel             | Stephen Root      | Jakob Fahlstedt                                                                  | En gul kirurg som är en av akvariefiskarna. Han älskar bubblor.                        |
| Deb                | Rut                | Vicki Lewis       | Cecilia Milocco                                                                  | En dascyllus melanurus som kallar sin spegelbild, som hon tror är sin syster, för Ann. |
| Jacques            | Jacques            | Joe Ranft         | Anders Öjebo                                                                     | En fransk putsarräka som är akvariefiskarnas rengörare.                                |
| Nigel              | Nigel              | Geoffrey Rush     | Göran Engman                                                                     | En glasögonpelikan som hjälper akvariefiskarna.                                        |
| Crush              | Flyt               | Andrew Stanton    | Björn Thudén                                                                     | En 150 år gammal grön havssköldpadda som underrättar Marvin om uppfostring av barn.    |
| Coral              | Korall             | Elizabeth Perkins | Jeanette Holmgren                                                                | En clownfisk som är Marvins fru som blev uppäten av en barracuda innan Nemo föddes.    |
| Squirt             | Pysen              | Nicholas Bird     | Filip Hallqvist                                                                  | En ung havssköldpadda som är en Flyts son.                                             |
| Mr. Ray            | Herr Rocka         | Bob Peterson      | Bo Maniette                                                                      | En örnrocka som är Nemos lärare.                                                       |
| Bruce              | Bruce              | Barry Humphries   | Anders Jansson                                                                   | En vithaj som är ledaren för den avhållsamma gruppen av hajar som inte äter fisk.      |
| Anchor             | Draggen            | Eric Bana         | Rickard Finndahl                                                                 | En hammarhaj som är medlem i Bruces grupp.                                             |
| Chum               | Skum               | Bruce Spence      | Johan Wahlström                                                                  | En makohaj som är medlem i Bruces grupp.                                               |
| Dr. Philip Sherman | Dr. Philip Sherman | Bill Hunter       | Roger Storm                                                                      | En tandläkare som kidnappar Nemo.                                                      |
| Darla              | Darla              | LuLu Ebeling      | Jessica Andersson                                                                | Dr. Shermans brorsdotter. Akvariefiskarna kallar henne "fiskmördare".                  |
| Tad                | Ted                | Jordy Ranft       | Eddie Fernberg                                                                   | En amerikansk näbbfisk som är Nemos klasskamrat.                                       |
| Pearl              | Pärlan             | Erica Beck        | Carolina Fredin Haslum                                                           | En liten grimpoteuthis som är Nemos klasskamrat.                                       |
| Sheldon            | Sheldon            | Erik Per Sullivan | Maximilian Fjellner                                                              | En sjöhäst som är Nemos klasskamrat.                                                   |
| Fiskstim           | Fiskstim           | John Ratzenberger | Benke Skogholt Fredrik Beckman Johan Wilhelmsson Stefan Berglund Thomas Banestål | Stim av månfiskar som hjälper Marvin och Doris att hitta till Sydney                   |

## Produktion
Hitta Nemo regisserades av Andrew Stanton, med hjälp av Lee Unkrich. Stanton har även skrivit filmens manus, tillsammans med Bob Peterson och David Reynolds. 
Förutom Robbie Williams version av "Beyond the Sea" i filmens eftertexter är de enda sångerna i filmen Fortsätt simma! (engelska: Just Keep Swimming!) som sjungs av Doris på några ställen i filmen och sången som sjungs av magister Rocka.

## Mottagande och utmärkelser
- Aftonbladet [5]
- Ciné.se [6]
- Expressen [7]
- Filmkrönikan [8]
- Göteborgs-Posten [9]
- Helsingborgs Dagblad [10]
- Moviezine [11]
- Nerikes Allehanda [12]
- Svenska Dagbladet [13]

Filmen belönades med en Oscar för bästa animerade långfilm och fick ytterligare tre nomineringar.